# Hylastinus obscurus
Hylastinus obscurus is een keversoort uit de familie snuitkevers (Curculionidae). De wetenschappelijke naam van de soort werd in 1802 gepubliceerd door Thomas Marsham.